# Лаваль, Анн Жильбер де
Анн Жильбер де Лаваль (Ла Валь, Ля Валь, фр. Anne Gilbert de Laval; 9 ноября 1762 — 6 сентября 1810) — генерал времён французских революционных войн, возглавлявший дивизию в наполеоновских войнах. Как и многие другие офицеры во время французской революции он быстро поднялся по служебной лестнице. Начиная с 1794 года командовал полубригадой. Участвовал в многочисленных сражениях во время кампании 1796 года в Германии, в том числе в битвах при Эттлингене и Нересгейме.
В 1799 году, вскоре после первой битвы при Цюрихе, он получил звание бригадного генерала. После этого он сражался во второй битве при Цюрихе, Штокахе и Мескирхе. В 1808 году он возглавил бригаду во время вторжения в Испанию, а в следующем году был произведён в дивизионные генералы. В 1809 году он под командованием Луи Габриэля Сюше возглавлял дивизию в Альканьисе и Бельчите. Лаваль был удостоен дворянского титула в июне 1810 года, но умер от лихорадки в Мора-де-Рубьелос несколько месяцев спустя. Его имя высечено под Триумфальной аркой в столбце 36.

## Ранние годы и революция
Лаваль родился 9 ноября 1762 года в Рьоме в провинции Овернь во Франции. В наши дни Рьом является частью департамента Пюи-де-Дом.
4 июля 1794 года Лаваль был назначен шеф де бригад 103-й линейной пехотной полубригады. Во время реорганизации французского пехотного корпуса 1796 года 103-я стала частью новой 100-й линейной пехотной полубригады. Лаваль принял командование ею 16 февраля 1796 года. В июне 1796 года 100-я полубригада стала частью дивизии Гийома Филибера Дюэма, в которой было 7438 пехотинцев и 895 кавалеристов. Это подразделение принадлежало левому крылу Лорана Гувиона Сен-Сира Армии Рейна и Мозеля под общим командованием Жана Виктора Мари Моро. Полубригада участвовала в битве с имперскими войсками под Ренхеном 28 июня, закончившейся победой французов. Во время продвижения Моро в южную Германию войска Лаваля присутствовали в битвах при Эттлингене 9 июля 1796 года, Нересгейме 11 августа и Фридберге 24 августа. Когда Армия Рейна и Мозеля отступала, то, вероятно, 100-я полубригада воевала в битвах при Биберахе 2 октября 1796 года, Эммендингене 19 октября и Шлингене 24 октября. 100-я полубригада также сражалась во время осады Келя, которая продолжалась с 10 ноября 1796 года по 9 января 1797 года, когда французы отступили.
Один источник указывает, что Лаваль командовал бригадой в битвах при Острах и Штокахе в марте 1799 года, хотя, возможно, его спутали с Жаном Франсуа Левалем.
4 июня 1799 года 100-я полубригада сражалась в составе 4-й дивизии в первой битве при Цюрихе. Менее чем через неделю до этого, 10 июня 1799 года, Лаваль получил звание бригадного генерала. Во второй битве при Цюрихе 25 и 26 сентября 1799 года он уже командовал бригадой в 3-й дивизии Никола Сульта. 11 тыс. солдат Сульта пересекли реку Линт, застав врасплох и разгромив австро-российское войско в 13 тыс. человек. Во время этого сражения погиб австрийский командующий Иоганн Фридрих фон Готце, а войскам Александра Суворова был отрезан путь к отступлению. Под командованием Оноре Теодора Максима Газана 3-я дивизия участвовала в неудачной попытке по захвату суворовской армии в Альпах. С 30 сентября по 5 октября бои велись на Клёнтальском озере, в Муотатале, Нефельсе и Швандене.
В апреле 1800 года Лаваль руководил бригадой Рейнской армии под общим командованием Моро. Командиром его дивизии был Доминик Вандам. В его бригаде были 1-я лёгкая пехотная, 36-я, 83-я и 94-я линейные пехотные полубригады и гусарский эскадрон 8-го полка. Подразделение Вандама принадлежало Правому крылу, которым командовал Клод Жак Лекурб. 1 мая 1800 года Вандам покорил крепость Хоэнтвиль. Два дня спустя дивизия сражалась в битве при Штокахе. 5 мая войска Вандама сражались в битве при Мескирхе. Лаваль пропустил битву при Гогенлиндене 3 декабря 1800 года. Во время осенней кампании он возглавлял бригаду в дивизии Шарль-Этьена Гюдена в Правом крыле Лекурба. 14 декабря в Зальцбурге австрийский арьергард отбил атаку части крыла Лекурба, куда входила дивизию Гюдена.

## Империя
К этому времени Наполеон Бонапарт принял оказавшееся неудачным решение силой захватить Испанию и заменить короля Карла IV своим ставленником. Французы ввели в Испанию войско в 70 тыс. человек к 16 февраля 1808 года захватили ряд крепостей и городов. 2 мая 1808 года испанский народ восстал против французских оккупационных сил, что положило начало Пиренейской войне. Лаваль командовал бригадой в 3-й дивизии Бернара Жоржа Франсуа Фрера, которая входила во Второй наблюдательный корпус Жиронды Пьер-Антуана Дюпона де л’Этана. Дивизия Фрера включала 15-й лёгкий пехотный полк (1160 человек), 2-й легион запаса (2870) и 1-й батальон 2-го швейцарского пехотного полка (1174). Дивизия не участвовала в сражении при Байлене, где французы потерпели страшное поражение. Вместо этого дивизию Фрера выслали из Мадрида, чтобы возобновить связь с корпусом маршала Бон Адриена Жанно де Монсея после его отступления после битвы при Валенсии. Их войска объединились 8 июля 1808 года и отошли в Мадрид. 1 апреля 1809 года Лаваль был произведён в дивизионные генералы.
В мае 1809 года командование 3-м корпусом в Испании перешло к Луи Габриэлю Сюше. Лаваль принял под командование 1-ю дивизию с 4 тыс. солдат в восьми батальонах. 2-ю дивизию возглавлял Луи Франсуа Феликс Мюнье, а кавалерию Пьер Ватье. Всего в этом корпусе было лишь 11 тыс. человек. После успешной осады Сарагосы французы захватили южную часть Арагона. С приближением войны с Австрией Наполеон отозвал половину оккупационных войск Арагона, сильно ослабив французские войска. Испанские партизаны возобновили свою активность, вынудив французов покинуть некоторые районы. Вскоре появилась испанская армия под командованием генерала Хоакина Блейка, которая угрожала французскому контролю над Арагоном.
23 мая 1809 года Суше атаковал испанскую армию в битве при Альканьисе. Французская армия включала в себя 7292 пехотинцев в 14 батальонах, 526 кавалеристов в шести эскадронах и 18 артиллерийских орудий. Силы Блейка состояли из 8101 пехотинцев, 445 кавалеристов и 19 орудий. В 1-я дивизия Лаваля было по два батальона из французского 14-го линейного пехотного полка и 3-го полка польского Вислинского легиона. Блейк выстроил свои войска на трёх холмах перед городом Альканьис. Лаваль предпринял пробную атаку на правом фланге Испании, но был отбит. Затем Сюше приказал Мюнье взломать центр Блейка. Мюнье выстроил пять своих батальонов в массивную колонну и направил её к шеренгам Блейка. Попав под огонь мушкетов пехоты и всех 19 испанских пушек, французы и поляки бежали. После этого раненый Сюше отвёл свой корпус с поля боя. В ходе битвы 3-й корпус потерял 800 человек убитыми и ранеными, а Блейк — только 300. Впоследствии Суше оставил бо́льшую часть Арагона, а к Блейку пришло около 25 тыс. добровольцев. К счастью для французов, у испанцев было недостаточно оружия, чтобы снабдить всех желающих.
После своей победы Блейк двинулся на Сарагосу. Он разделил свои 20 тыс. человек на три дивизии и пошёл вниз по реке Уэрва. Дивизия Хуана Карлоса де Арейсаги шла по правому берегу, а Блейк с двумя дивизиями по левому. Сюше отправил Лаваля и одну бригаду в 2 тыс. человек, чтобы удерживать Арейсагу, а дивизию Мюнье и бригаду Пьера Жозефа Абера послал атаковать Блейка. В битве при Марии 15 июня 1809 года Сюше победил Блейка и заставил его отступить. Испанская армия не сильно пострадала, хотя и потеряла 16 из 25 своих орудий. Французы и поляки потеряли 700 или 800 человек из 10 тыс. пехотинцев, 800 кавалеристов и 12 орудий. Испанцы потеряли 1 тыс. убитыми, от 3 до 4 тыс. ранеными и сотни пленных из 14 тыс. пехотинцев и 1 тыс. кавалеристов. Бригада Абера, которая была частью дивизии Лаваля, включала войска 14-го линейного пехотного полка и 3-го полка Вислинского легиона. На следующий день Сюше попытался принудить испанскую армию к бою у Боторрите, но Блейк ускользнул.
18 июня 1809 года французы снова столкнулись с Блейком в битве при Бельчите. Испанская армия развернулась на холмах перед городом Бельчите. Сюше приказал Мюнье атаковать испанцев слева, а Аберу справа. Войска Мюнье отбросили левое крыло Блейка. Когда началось наступление Абера, удачный выстрел из пушки взорвал несколько испанских фургонов с боеприпасами. Запаниковавшие войска Блейка бежали. Суше покинул Мюнье, чтобы осмотреть войска Блейка, и отправился обратно в Сарагосу с Лавалем, чтобы восстановить порядок. Испанцы потеряли 2 тыс. человек из 11 тыс. пехотинцев и 870 кавалеристов, а также все девять оставшихся орудий. Французы потеряли только 200 убитых и раненых. В дополнение к подразделениям, составлявшим бригаду Абера, у Лаваля был 44-й линейный пехотный полк.
Лаваль провел следующие несколько месяцев, усмиряя северную часть Арагона. В конце августа он взял 3 тыс. солдат и успешно атаковал монастырь Сан-Хуан-де-ла-Пенья возле Хака. Полковник Реновалес отступил, а затем попал в ловушку между войсками 3-го корпуса и французской национальной гвардией. По условиям его капитуляции испанцу был разрешён свободный проход в Каталонию, где он продолжил свои партизанские действия. Но в сентябре и октябре в Арагоне наступило затишье. В декабре Лаваль занял территорию около Теруэля, заставив хунту Арагона бежать. В январе 1810 года 3-й корпус из 23 140 человек был переформирован в три пехотные дивизии под командованием Лаваля, Мюнье и Абера и кавалерийскую бригаду под командованием бригадного генерала Андре Жозефа Буссара. 1-я дивизия Лаваля состояла 4290 солдат в 6 батальонах. В ней было по два батальона из 2-го полка Вислинского легиона и 14-го и 44-го линейных пехотных полков. 3-й полк Вислинского легиона номинально был частью дивизии, но действовал отдельно. Штаб дивизии в то время находился в Мон-Рале.
Суше хотел атаковать Мекиненсу и Лериду, но король Жозеф Бонапарт настаивал на том, чтобы вместо этого он наступал на Валенсию. Повинуясь приказу, Сюше прибыл в Валенсию 6 марта. Его основная колонна состояла из 8 тыс. человек из дивизии Лаваля и части дивизии Мюнье. Они отправились из Теруэля и позже встретились с дивизией Абера. Сюше обнаружил, что испанские защитники Валенсии полны решимости сопротивляться. Не имея тяжёлой артиллерии, способной проломить стены, всего через четыре дня французы отступили. Во время отсутствия Сюше партизаны Арагоны резко активизировались. Под Теруэлем ими были захвачены 300 французских солдат и четыре артиллерийских орудия. Вернувшись в Арагон, Сюше провёл успешную осаду Лериды. Лаваль остался защищать Арагон и не участвовал ни в этой осаде, ни в последующей осаде Мекиненсы в июне. 14 июня 1810 года Лаваль получил титул барона Империи.
После захвата Лериды от Наполеона поступил новый приказ захватить Тортосу. Император приказал новому командующему в Каталонии маршалу Жаку Макдональду сотрудничать с Сюше. В июле Сюше направил свои войска к Тортосе, в то время пока сам он собирал осадный обоз в Мекиненсе. В начале августа Энрике Хосе О’Доннелл привёл в Тортосу 2,5 тыс. солдат испанской регулярной армии. 3 августа О’Доннелл сделал вылазку из Тортосы, чтобы атаковать дивизию Лаваля, которая следила за городом. Испанские войска прорвали первую оборонительную линию, но не смогли победить французов и были вынуждены отступить. О’Доннелл впоследствии вернулся в Таррагону. Вскоре после этого Сюше оттеснил армию Валенсии, которая угрожала его войскам перед Тортосой. К середине августа Макдональд и его 16 тыс. солдат наконец-то подошли на помощь Сюше. 6 сентября 1810 года Лаваль умер от лихорадки в Мора-де-Рубьелос. Его имя высечено под Триумфальной аркой в столбце 36.